# Svarttjärnen (Floda socken, Dalarna, 671376-143515)
Svarttjärnen är en sjö i Gagnefs kommun i Dalarna och ingår i Dalälvens huvudavrinningsområde.